# Ray Cooney
Raymond George Alfred Cooney (Londra, 30 maggio 1932) è un commediografo, drammaturgo e attore britannico, ufficiale dell'Ordine dell'Impero Britannico.
Il suo più grande successo, Run for Your Wife, è stato messo in scena nei teatri del West End di Londra per nove anni consecutivi, raggiungendo il record della sua commedia di durata più lunga. In tutto, 17 delle sue opere sono state messe in scena nel medesimo luogo.

## Biografia
Avendo iniziato a recitare nel 1946, durante gli anni cinquanta e sessanta Ray è apparso in diverse delle Farse di Whitehall di Brian Rix. Nello stesso periodo ha co-scritto la sua prima commedia, One For The Pot.
Insieme a Tony Hilton, ha scritto la sceneggiatura del fim commedia britannico Sette allegri cadaveri (1961), con Sid James e Kenneth Connor.
Insieme al figlio Michael, ha scritto una farsa intitolata Tom, Dick and Harry che, come tutte le farse di Ray, combina la tradizionale oscenità inglese con delle complicazioni strutturali, facendo in modo che i personaggi siano forzati a fingere di essere quello che non sono, saltando di presupposizione in presupposizione con effetti esilaranti.
Nel 1983, Ray fondò la compagnia teatrale Theatre of Comedy, diventandone il direttore artistico. Sotto la sua direzione la compagnia produsse più di venti spettacoli, quali Pigmalione con Peter O'Toole e John Thaw, Loot e Run For Your Wife.
Oltre alla carriera teatrale, l'attore è apparso anche in televisione ed in alcuni lungometraggi, tra i quali un adattamento cinematografico di successo della sua farsa Not Now, Darling (1973), che aveva scritto a quattro mani con John Chapman.
Nel 2005 Ray Cooney è stato nominato Ufficiale dell'Ordine dell'Impero Britannico, come riconoscimento ai suoi servizi teatrali.

### Vita privata
Il figlio di Ray, Michael, è sceneggiatore ed ha scritto la sceneggiatura originale del film Identità, con John Cusack.

## Opere
- Who Were You With Last Night? (1962)
- Charlie Girl (1965)
- One For The Pot (1966)
- Stand By Your Bedouin (1966)
- My Giddy Aunt (1967)
- Move Over Mrs. Markham (1969)
- Why Not Stay For Breakfast? (1970)
- Come Back To My Place (1973)
- Not Now, Darling (1973)
- There Goes The Bride (1974)
- Two into One (1981)
- Run For Your Wife (1983)
- Wife Begins at Forty (1985)
- It Runs in the Family (1987)
- Out of Order (1991)
- Funny Money (1994)
- Caught in the Net  (2001)
- Tom, Dick And Harry  (2003)
- Time's Up  (2005)